# Ameiva chaitzami
Ameiva chaitzami är en ödleart som beskrevs av  Stuart 1942. Ameiva chaitzami ingår i släktet Ameiva och familjen tejuödlor. IUCN kategoriserar arten globalt som otillräckligt studerad. Inga underarter finns listade i Catalogue of Life.